# El Bibane
El Bibane (àrab: البيبان, al-Bībān) és un municipi rural de la província de Taounate de la regió de Fes-Meknès. Segons el cens de 2014 tenia una població total de 6.303 persones.